# Barkowice
Barkowice [pronunciación en polaco: /barkɔˈvit͡sɛ/] es un pueblo ubicado en el distrito administrativo de Gmina Sulejów, dentro del Distrito de Piotrków, Voivodato de Łódź, en Polonia central. Se encuentra aproximadamente a 6 kilómetros al noroeste de Sulejów, a 12 kilómetros al este de Piotrków Trybunalski, y a 51 kilómetros al sureste de la capital regional Łódź.
El pueblo tiene una población de 395 habitantes.